# NGC 907
NGC 907 (również PGC 9054) – galaktyka spiralna z poprzeczką (SBd), znajdująca się w gwiazdozbiorze Wieloryba. Odkrył ją William Herschel 20 października 1784 roku.